# Senatori dell'VIII legislatura del Regno d'Italia
Elenco dei senatori dell'VIII legislatura del Regno d'Italia nominati dal re Vittorio Emanuele II, divisi per data del decreto di nomina.
Il numero indicato è quello della serie cronologica ufficiale.

## 1861

### 20 gennaio
- 217. Michele Amari
- 218. Alfonso Barracco
- 219. Gennaro Bellelli
- 220. Raffaele Bonelli
- 221. Ernesto Capocci
- 222. Giuseppe Capone di Altavilla
- 223. Antonio Flamini Carradori
- 224. Pasquale Catalano Gonzaga
- 225. Andrea Colonna di Stigliano
- 226. Gioacchino Colonna di Stigliano
- 227. Francesco Maria Correale di Terranova
- 228. Rodolfo d'Afflitto
- 229. Annibale De Gasparis
- 230. Guglielmo Scammacca Della Bruca
- 231. Vincenzo De Monte
- 232. Giovanni di Fondi
- 233. Roberto de Sauget
- 234. Pompeo di Campello
- 235. Litterio De Gregorio Alliata
- 236. Tancredi De Riso
- 237. Nicolao Galletti di San Cataldo
- 238. Benedetto Orazio di San Giuliano
- 239. Luigi Dragonetti
- 240. Giuseppe Ferrigni
- 241. Enrico Gagliardi
- 242. Giuseppe Gallone di Nociglia
- 243. Domenico Genoino
- 245. Filippo Antonio Gualterio
- 246. Francesco Guardabassi
- 248. Giuseppe Lella
- 249. Domenico Monti
- 250. Enrico Morozzo Della Rocca
- 251. Ottaviano Fabrizio Mossotti
- 253. Vincenzo Niutta
- 254. Ferdinando Monroy di Pandolfina
- 255. Lorenzo Pareto
- 256. Vincenzo Strongoli Pignatelli
- 257. Francesco Prudente
- 259. Girolamo Sagarriga
- 260. Gioacchino Saluzzo
- 261. Arcangelo Scacchi
- 262. Francesco Serra
- 263. Lorenzo Sforza Cesarini
- 264. Rinaldo Simonetti
- 265. Alessandro Spada
- 266. Luigi Tanari
- 268. Ottavio Thaon di Revel
- 269. Gabriello Lancelotto Castelli di Torremuzza
- 270. Romualdo Trigona di Sant'Elia
- 271. Ottavio Tupputi
- 272. Giuseppe Vacca

### 7 febbraio
- 273. Michele Amari

### 1º aprile
- 274. Antonio Giovanola

### 31 agosto
- 275. Giuseppe Natoli
- 276. Alessandro Pernati di Momo
- 277. Francesco Maria Serra
- 278. Domenico Piraino

### 24 ottobre
- 279. Giuseppe Puccioni

### 20 novembre
- 280. Angelo Sismonda
- 281. Alessandro Della Rovere
- 282. Carlo Biscaretti di Ruffia
- 283. Marcello Gianotti
- 284. Edoardo Castelli
- 286. Lorenzo Ghiglini
- 287. Ercole Oldofredi Tadini
- 288. Gaetano Scovazzo
- 289. Giovanni Siotto Pintor
- 290. Vincenzo Fardella di Torrearsa
- 291. Orazio Di Negro
- 292. Fabio Pallavicini
- 293. Vincenzo Bolmida
- 294. Giuseppe Sappa

### 24 novembre
- 295. Nicola Spaccapietra

### 29 dicembre
- 296. Antonio Boncompagni Ludovisi

### 31 dicembre
- 297. Giuseppe Rossi

## 1862

### 15 maggio
- 298. Eugenio Del Giudice
- 299. Raffaele Piria
- 300. Vincenzo Irelli
- 301. Giuseppe Gallotti
- 302. Giovanni Avossa
- 303. Giovanni Guevara

### 16 novembre
- 304. Francesco Balbi Senarega
- 305. Giovanni Manna
- 306. Carlo Marsili
- 307. Livio Benintendi
- 308. Augusto Duchoqué
- 309. Giuseppe Pastore
- 310. Nicola Pavese
- 311. Ercole Ricotti
- 312. Antonio Scialoja
- 313. Tommaso Spinola
- 314. Ugolino della Gherardesca
- 315. Antonio Beretta
- 316. Giulio Benso Della Verdura
- 317. Giacomo Gravina
- 318. Ferdinando Bartolommei
- 319. Carlo Torrigiani

### 30 novembre
- 320. Vincenzo Capriolo
- 321. Lorenzo Valerio
- 322. Luigi Amedeo Melegari
- 323. Giovanni Colonna Romano Filingeri
- 324. Francesco Longo
- 325. Emanuele Marliani
- 326. Giuseppe Paternò di Spedalotto
- 327. Carlo Pepoli
- 328. Paolo Savi
- 329. Filippo Quaranta

## 1863

### 24 maggio
- 330. Giuseppe Antonacci
- 331. Gaetano De Castillia
- 332. Giacomo Coppola
- 333. Gennaro Di Giacomo
- 334. Bernardo Falqui Pes
- 335. Pasquale Loschiavo
- 336. Paolo Emilio Imbriani
- 337. Tommaso Lauri
- 338. Tommaso Manzone
- 339. Cristoforo Mazara
- 340. Gaetano Moscuzza
- 341. Leopardo Martinengo
- 342. Napoleone Meuron
- 343. Tommaso Melodia
- 344. Vincenzo Miglietti
- 345. Diodato Pallieri
- 346. Luigi Vercillo

## 1864

### 13 marzo
- 347. Alessandro Besana
- 348. Antonio Busca Serbelloni
- 349. Tito Cacace
- 350. Pellegrino Canestri
- 351. Pietro Castiglia
- 352. Enrico Cialdini
- 353. Francesco Di Giovanni
- 354. Vincenzo Florio
- 355. Camillo Fontanelli
- 356. Lorenzo Ginori Lisci
- 357. Carlo Giordano
- 358. Tommaso Antonio Maria Lanzilli
- 359. Gaspare Monaco La Valletta
- 360. Andrea Lissoni
- 361. Federico Lovera Di Maria
- 362. Terenzio Mamiani Della Rovere
- 363. Giovanni Battista Nappi
- 364. Giuseppe Scarabelli
- 365. Vincenzo Sylos Labini
- 366. Romualdo Tecco
- 367. Edoardo Tholosano
- 368. Salvatore Tommasi
- 369. Eugenio Venini

### 17 settembre
- 370. Antonio Zanolini